# ケイグルチズガメ
ケイグルチズガメ（Graptemys caglei）は、爬虫綱カメ目ヌマガメ科チズガメ属に分類されるカメ。

## 分布
アメリカ合衆国（テキサス州南部）固有種

## 形態
最大甲長は20cm未満。オスよりもメスの方が大型になる。背甲は緑色で、甲板に黄色い網目状の斑紋が入る。椎甲板には棘状の盛り上がり（キール）が入り、第2、3椎甲板で最も発達するもの属内ではキールは発達しない。成長に伴い背甲の斑紋やキールは消失する。
頭部や四肢は暗緑色で、黄色や暗黄色の縦縞が入る。眼の後部にはやや大型の斑紋があり、縦縞とつながり頸部へ伸びる。チズガメ属内でも頭部は小型。

## 生態
主に河川に生息する。水棲傾向が強いが、倒木や岩に登り日光浴を行うことも好む。
食性は動物食傾向の強い雑食で、魚類、昆虫類、甲殻類、貝類を食べる。主に昆虫類を食べる。
繁殖形態は卵生。

## 人間との関係
開発による生息地の破壊や、水質汚染等により生息数が減少している。生息地では保護され、流通も規制されている。
ペットとして飼育されることもあり、日本にも輸入されていた。流通量は少なかった。2006年にチズガメ属がワシントン条約附属書IIIに掲載され生息地であるアメリカ合衆国からの輸出が制限されたため、流通量はさらに激減した。